# Sistema d'equacions lineals

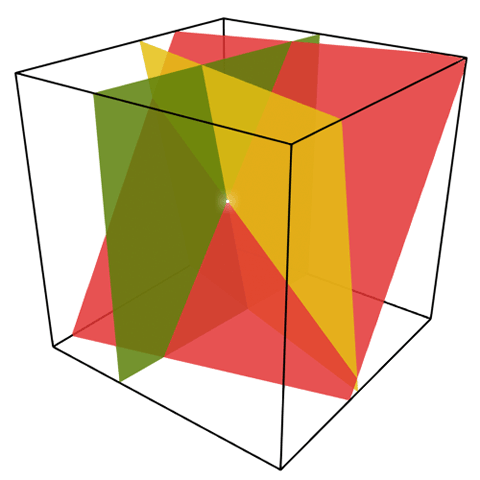
Cada equació d'un sistema d'equacions amb tres variables determina un pla. Resoldre el sistema és trobar els punt d'intersecció de tots els plans. En el sistema representat de la il·lustració determina tres plans (tres equacions) que es tallen en un punt, de manera que el sistema té una única solució (sistema compatible determinat).

En matemàtiques, un sistema d'equacions lineals és un conjunt d'equacions lineals que comparteixen el mateix conjunt de variables o incògnites. Per exemple:
{\displaystyle {\begin{alignedat}{7}3x&&\;+\;&&2y&&\;-\;&&z&&\;=\;&&1&\\2x&&\;-\;&&2y&&\;+\;&&4z&&\;=\;&&-2&\\-x&&\;+\;&&{\tfrac {1}{2}}y&&\;-\;&&z&&\;=\;&&0&\end{alignedat}}}
és un sistema de tres equacions amb tres variables {\displaystyle x}, {\displaystyle y} i {\displaystyle z}. Una solució per a un sistema d'equacions lineals és l'assignació de valors a les variables de tal manera que els valors siguin vàlids per a totes les equacions alhora. Una solució per al sistema anterior seria:
{\displaystyle {\begin{alignedat}{2}x&=&1\\y&=&-2\\z&=&-2\end{alignedat}}}
que és vàlida per a les tres equacions.
Un sistema d'equacions pot tenir una única solució, diverses solucions, o cap. En funció de les possibles solucions hom parla de:
- Sistema compatible: Si té solució.
  - Sistema determinat: Si només té una solució.
  - Sistema indeterminat: Si té un nombre infinit de solucions.
- Sistema incompatible: Si no té cap de solució.

## Exemple elemental
El tipus més senzill de sistema lineal consta de dues equacions i dues variables o incògnites:
{\displaystyle {\begin{alignedat}{5}x&&\;+\;&&y&&\;=\;&&5&\\x&&\;-\;&&y&&\;=\;&&1&\end{alignedat}}}
Un mètode per a la solució d'aquest sistema és el següent. En primer lloc, a l'equació de dalt aïllarem la variable o incògnita {\displaystyle x}, expressant-la en termes de {\displaystyle y}:
{\displaystyle {x}={5}-{y}}
Ara substituirem a l'equació de sota la {\displaystyle x} per aquesta expressió:
{\displaystyle \left(5-y\right)-y=1}
Això dona com a resultat una equació a la que només hi ha la variable {\displaystyle y}. Si agrupem les {\displaystyle y} podem escriure l'expressió anterior com:
{\displaystyle 5-1=2y}
{\displaystyle {\frac {4}{2}}=y}
{\displaystyle 2=y}
Ara que ja sabem que {\displaystyle y=2}, podem substituir aquest valor a l'equació {\displaystyle x=5-y} i el resultat serà
{\displaystyle x=5-y}
{\displaystyle x=5-2}
{\displaystyle x=3}
Aquest mètode, anomenat de substitució, es pot generalitzar per resoldre sistemes amb més de dues variables o incògnites.

## Forma general
De manera general, un sistema de n equacions lineals amb m incògnites es pot escriure com segueix (tenint en compte que i i j representen índexs i no potències en expressions com {\displaystyle x_{i}^{j},x^{i}}):
| {\displaystyle {\begin{cases}\alpha _{1}^{1}x^{1}+\alpha _{2}^{1}x^{2}+\cdots +\alpha _{m}^{1}x^{m}=\beta ^{1}\\\alpha _{1}^{2}x^{1}+\alpha _{2}^{2}x^{2}+\cdots +\alpha _{m}^{2}x^{m}=\beta ^{2}\\\ldots \ldots \ldots \ldots \ldots \ldots \ldots \ldots \ldots \\\alpha _{1}^{n}x^{1}+\alpha _{2}^{n}x^{2}+\cdots +\alpha _{m}^{n}x^{m}=\beta ^{n}\\\end{cases}}\qquad \qquad \qquad (1)} |

On: 
- {\displaystyle x^{1},x^{2},...,\ldots ,x^{m}} són les incògnites,
- {\displaystyle \alpha _{1}^{1},\alpha _{1}^{2},...,\alpha _{1}^{n}} són els coeficients de les equacions del sistema, i
- {\displaystyle \beta ^{1},\beta ^{2},...,\beta ^{n}} són els termes constants.

Sovint, els coeficients i les incògnites són nombres reals o complexos, però també poden ser nombres enters i racionals, com són els polinomis i els elements d'una estructura algebraica abstracta.
Solucionar el sistema consisteix a trobar tots els valors de les variables (incògnites) {\displaystyle x^{1},x^{2},\ldots ,x^{m}} que satisfan, alhora, les {\displaystyle n} equacions simultàniament.

## Generalitats
La resolució de sistemes lineals d'equacions és un dels problemes més antics de les matemàtiques, els quals tenen una infinitat d'aplicacions, tant dintre de les mateixes matemàtiques com en altres ciències i tècniques, sigui el processament de senyals digitals, sigui l'estimació, la predicció i, més generalment, la programació lineal, així com en l'aproximació de problemes no lineals d'anàlisi numèrica. Uns algorismes eficients per a resoldre sistemes d'equacions lineals són l'eliminació de Gauss-Jordan i, millor, la factorització de Cholesky. Per a sistemes d'igual nombre d'equacions que d'incògnites hi ha, també, la regla de Cramer que, malgrat la seva importància teòrica, no és gens eficient per a sistemes amb un nombre d'incògnites superior a dos.

## Marcs conceptuals
Hi ha, en principi, dos marcs conceptuals en el si dels quals podem interpretar el significat d'un cert sistema lineal d'equacions, així com el dels mètodes de resolució. Són aquests:

### Dependències lineals en un cert conjunt de vectors
Podem considerar cada columna de coeficients del sistema lineal {\displaystyle (1)} com a vectors d'un cert espai vectorial de dimensió {\displaystyle n}. Aleshores tenim els {\displaystyle m+1} vectors
| {\displaystyle a_{1}={\begin{pmatrix}\alpha _{1}^{1}\\\alpha _{1}^{2}\\\vdots \\\alpha _{1}^{n}\\\end{pmatrix}}\,,\quad a_{2}={\begin{pmatrix}\alpha _{2}^{1}\\\alpha _{2}^{2}\\\vdots \\\alpha _{2}^{n}\\\end{pmatrix}}\,,\quad \ldots \,,a_{m}={\begin{pmatrix}\alpha _{m}^{1}\\\alpha _{m}^{2}\\\vdots \\\alpha _{m}^{n}\\\end{pmatrix}}\,,\quad b={\begin{pmatrix}\beta ^{1}\\\beta ^{2}\\\vdots \\\beta ^{n}\\\end{pmatrix}}} |

i el sistema {\displaystyle (1)} es pot escriure
| {\displaystyle x^{1}\,{\begin{pmatrix}\alpha _{1}^{1}\\\alpha _{1}^{2}\\\vdots \\\alpha _{1}^{n}\\\end{pmatrix}}+x^{2}\,{\begin{pmatrix}\alpha _{2}^{1}\\\alpha _{2}^{2}\\\vdots \\\alpha _{2}^{n}\\\end{pmatrix}}+\cdots +x^{m}\,{\begin{pmatrix}\alpha _{m}^{1}\\\alpha _{m}^{2}\\\vdots \\\alpha _{m}^{n}\\\end{pmatrix}}={\begin{pmatrix}\beta ^{1}\\\beta ^{2}\\\vdots \\\beta ^{n}\\\end{pmatrix}}} |

és a dir,
| {\displaystyle x^{1}a_{1}+x^{2}a_{2}+\cdots +x^{m}a_{m}=b} |

i, en aquest marc, solucionar el sistema lineal d'equacions consisteix a esbrinar totes les maneres possibles en les quals el vector {\displaystyle b} és combinació lineal dels vectors {\displaystyle a_{1},a_{2},\ldots ,a_{m}}. Si el vector {\displaystyle b} no n'és combinació lineal, el sistema no té solució i es diu que és incompatible. Si vector {\displaystyle b} sí que ho és, el sistema té solucions i es diu compatible i si, a més, els vectors {\displaystyle a_{1},a_{2},\ldots ,a_{m}} són linealment independents, l'expressió de {\displaystyle b} com a combinació lineal de {\displaystyle a_{1},a_{2},\ldots ,a_{m}} és única i el sistema té solució única: és un sistema compatible determinat. En cas contrari, hi ha més d'una solució i el sistema es diu compatible indeterminat.

### Antiimatged'un vector en una certa aplicació lineal
El sistema {\displaystyle (1)} també equival a la igualtat matricial
| {\displaystyle {\begin{pmatrix}\alpha _{1}^{1}&\alpha _{2}^{1}&\ldots &\alpha _{m}^{1}\\\alpha _{1}^{2}&\alpha _{2}^{2}&\ldots &\alpha _{m}^{2}\\\vdots &\vdots &\vdots \,\vdots \,\vdots \ &\vdots \\\alpha _{1}^{n}&\alpha _{2}^{n}&\ldots &\alpha _{m}^{n}\\\end{pmatrix}}{\begin{pmatrix}x^{1}\\x^{2}\\\vdots \\x^{m}\\\end{pmatrix}}={\begin{pmatrix}\beta ^{1}\\\beta ^{2}\\\vdots \\\beta ^{n}\\\end{pmatrix}}} |

En aquest context, la matriu
| {\displaystyle A={\begin{pmatrix}\alpha _{1}^{1}&\alpha _{2}^{1}&\ldots &\alpha _{m}^{1}\\\alpha _{1}^{2}&\alpha _{2}^{2}&\ldots &\alpha _{m}^{2}\\\vdots &\vdots &\vdots \,\vdots \,\vdots &\vdots \\\alpha _{1}^{n}&\alpha _{2}^{n}&\ldots &\alpha _{m}^{n}\\\end{pmatrix}}} |

correspon a la d'una certa aplicació lineal {\displaystyle \varphi } d'un espai vectorial {\displaystyle E_{m}} de dimensió {\displaystyle m} en un altre espai vectorial {\displaystyle E_{n}} de dimensió {\displaystyle n}:
| {\displaystyle \varphi :E_{m}\longleftrightarrow E_{n}} |

Aleshores, si
| {\displaystyle {\mathcal {B}}_{E_{m}}=\left\{e_{1},e_{2},\ldots e_{m}\right\}\,,\quad {\mathcal {B}}_{E_{n}}=\left\{u_{1},u_{2},\ldots u_{n}\right\}} |

són sengles bases dels espais {\displaystyle E_{m}} i {\displaystyle E_{n}}, les columnes de la matriu corresponen a les respectives imatges per {\displaystyle \varphi } dels vectors de la base {\displaystyle {\mathcal {B}}_{E_{m}}} de {\displaystyle E_{m}} expressats en la base {\displaystyle {\mathcal {B}}_{E_{n}}} de {\displaystyle E_{n}}:
| {\displaystyle {\begin{aligned}\varphi \left(e_{1}\right)&=\alpha _{1}^{1}u_{1}+\alpha _{1}^{2}u_{2}+\cdots +\alpha _{1}^{n}u_{n}\\\varphi \left(e_{2}\right)&=\alpha _{2}^{1}u_{1}+\alpha _{2}^{2}u_{2}+\cdots +\alpha _{2}^{n}u_{n}\\\vdots &\vdots \\\varphi \left(e_{m}\right)&=\alpha _{m}^{1}u_{1}+\alpha _{m}^{2}u_{2}+\cdots +\alpha _{m}^{n}u_{n}\\\end{aligned}}\qquad \qquad \qquad (2)} |

la columna d'incògnites correspon a un cert vector {\displaystyle x} de {\displaystyle E_{m}} expressat en la base {\displaystyle {\mathcal {B}}_{E_{m}}}:
| {\displaystyle x=x^{1}e_{1}+x^{2}e_{2}+\cdots +x^{m}e_{m}} |

i la columna de termes independents correspon a un cert vector {\displaystyle b} de {\displaystyle E_{n}} expressat en la base {\displaystyle {\mathcal {B}}_{E_{n}}}:
| {\displaystyle b=\beta ^{1}u_{1}+\beta ^{2}u_{2}+\cdots +\beta ^{n}u_{n}} |

i ara, en aquest altre marc, solucionar el sistema consisteix a trobar tots els vectors {\displaystyle x\in E_{m}} pels quals {\displaystyle \varphi \left(x\right)=b\in E_{n}}, és a dir, trobar tota la antiimatge del vector {\displaystyle b\in E_{n}}.
Si {\displaystyle b\notin \varphi \left(E_{m}\right)}, és a dir, si {\displaystyle b} no és de la imatge de {\displaystyle \varphi }, el vector {\displaystyle x\in E_{m}} no existeix pas i, aleshores, el sistema no té solució: és incompatible. Si {\displaystyle b\in \varphi \left(E_{m}\right)}, és a dir, si {\displaystyle b} pertany a la imatge de {\displaystyle \varphi }, hi ha vectors {\displaystyle x\in E_{m}} que fan {\displaystyle \varphi (x)=b} i el sistema té solució: és compatible. Si, a més, {\displaystyle \varphi } és una aplicació lineal injectiva, el vector {\displaystyle x} és únic, la solució del sistema és única i el sistema és determinat. Si {\displaystyle \varphi } no és injectiva, hi ha més d'una solució i el sistema es diu indeterminat.

## Mètodes de resolució

### Resolució pel mètode de reducció de Gauss
Els dos marcs conceptuals esmentats porten, tanmateix, al mateix problema. Trobar els vectors {\displaystyle x} que fan {\displaystyle \varphi (x)=b} consisteix en trobar els coeficients (les incògnites!) {\displaystyle x^{i}} a
| {\displaystyle {\begin{aligned}\varphi (x)&=\varphi \left(x^{1}e_{1}+x^{2}e_{2}+\cdots +x^{m}e_{m}\right)=\\&=x^{1}\varphi \left(e_{1}\right)+x^{2}\varphi \left(e_{2}\right)+\cdots +x^{m}\varphi \left(e_{m}\right)=b\end{aligned}}} |

i tornem a estar davant del problema d'esbrinar totes les maneres possibles, si n'hi ha, en les quals el vector {\displaystyle b} és combinació lineal dels vectors {\displaystyle \varphi \left(e_{1}\right),\varphi \left(e_{2}\right),\ldots ,\varphi \left(e_{m}\right)}, és a dir, totes les maneres possibles en les quals el vector
| {\displaystyle b={\begin{pmatrix}\beta ^{1}\\\beta ^{2}\\\vdots \\\beta ^{n}\\\end{pmatrix}}} |

és combinació lineal dels vectors
| {\displaystyle \varphi \left(e_{1}\right)={\begin{pmatrix}\alpha _{1}^{1}\\\alpha _{1}^{2}\\\vdots \\\alpha _{1}^{n}\\\end{pmatrix}}\,,\quad \varphi \left(e_{2}\right)={\begin{pmatrix}\alpha _{2}^{1}\\\alpha _{2}^{2}\\\vdots \\\alpha _{2}^{n}\\\end{pmatrix}}\,,\quad \ldots \,,\varphi \left(e_{m}\right)={\begin{pmatrix}\alpha _{m}^{1}\\\alpha _{m}^{2}\\\vdots \\\alpha _{m}^{n}\\\end{pmatrix}}} |

i, si posem {\displaystyle \varphi \left(e_{1}\right)=a_{1},\varphi \left(e_{2}\right)=a_{2},\ldots ,\varphi \left(e_{m}\right)=a_{m}}, es tracta del mateix problema, exactament, plantejat al primer dels marcs conceptuals exposats.
Aquest problema té la seva resposta en el mètode de reducció de Gauss. Es tracta de considerar les dues matrius,
| {\displaystyle A={\begin{pmatrix}\alpha _{1}^{1}&\alpha _{2}^{1}&\ldots &\alpha _{m}^{1}\\\alpha _{1}^{2}&\alpha _{2}^{2}&\ldots &\alpha _{m}^{2}\\\vdots &\vdots &\vdots \,\vdots \,\vdots &\vdots \\\alpha _{1}^{n}&\alpha _{2}^{n}&\ldots &\alpha _{m}^{n}\\\end{pmatrix}}\,,\qquad (A\|b)={\begin{pmatrix}\alpha _{1}^{1}&\alpha _{2}^{1}&\ldots &\alpha _{m}^{1}&\beta ^{1}\\\alpha _{1}^{2}&\alpha _{2}^{2}&\ldots &\alpha _{m}^{2}&\beta ^{2}\\\vdots &\vdots &\vdots \,\vdots \,\vdots &\vdots &\vdots \\\alpha _{1}^{n}&\alpha _{2}^{n}&\ldots &\alpha _{m}^{n}&\beta ^{n}\\\end{pmatrix}}} |

respectivament, la matriu del sistema i la matriu ampliada del sistema, fer-ne la reducció, comparar els rangs de la matriu del sistema i el de la matriu ampliada, i expressar convenientment les relacions de dependència lineal que es posaran de manifest.

#### Quant a compatibilitat i determinació
Si {\displaystyle {\mbox{rang}}\,A<{\mbox{rang}}\,(A|b)}, aleshores això indica que el vector {\displaystyle b} és independent dels vectors de la matriu {\displaystyle A}, en conseqüència, no pot ser-ne una combinació lineal i el sistema no té solució: es diu que és incompatible. En canvi, {\displaystyle {\mbox{rang}}\,A={\mbox{rang}}\,(A|b)} implica que {\displaystyle b} no és independent dels vectors de {\displaystyle A} i, per tant, que sí que n'és una combinació lineal i el sistema sí que te solució: és compatible. Si, a més, {\displaystyle {\mbox{rang}}\,A={\mbox{rang}}\,(A|b)=m}, els vectors de {\displaystyle A} són linealment independents i l'expressió de {\displaystyle b} és única: el sistema té solució única i és compatible i determinat. En canvi, si {\displaystyle {\mbox{rang}}\,A={\mbox{rang}}\,(A|b)<m}, els vectors de {\displaystyle A} no són independents i la solució no és única: el sistema és compatible i indeterminat.

#### Obtenció de les solucions
Il·lustrarem ara com s'obté la solució general d'un sistema a partir de la reducció de la matriu ampliada mitjançant un exemple. Considerem el sistema
| {\displaystyle {\begin{cases}{\begin{aligned}5x-y+11z+6t&=3\\3x+4y+2z+2t&=8\\2x+y+3z-t&=6\\x+3y-z-2t&=7\end{aligned}}\end{cases}}} |

de matriu ampliada
| {\displaystyle {\begin{pmatrix}5&-1&11&6&3\\3&4&2&2&8\\2&1&3&-1&6\\1&3&-1&-2&7\\\end{pmatrix}}} |

equivalent a
| {\displaystyle xa_{1}+ya_{2}+za_{3}+ta_{4}=b} |

amb
| {\displaystyle a_{1}={\begin{pmatrix}5\\3\\2\\1\end{pmatrix}}\,,\quad a_{2}={\begin{pmatrix}-1\\4\\1\\3\end{pmatrix}}\,,\quad a_{3}={\begin{pmatrix}11\\2\\3\\-1\end{pmatrix}}\,,\quad a_{4}={\begin{pmatrix}6\\2\\-1\\-2\end{pmatrix}}\,,\quad b={\begin{pmatrix}3\\8\\6\\7\end{pmatrix}}} |

Una vegada feta la reducció de Gauss, obtenim la matriu
| {\displaystyle {\begin{pmatrix}1&0&2&0&2\\0&1&-1&0&1\\0&0&0&1&-1\\0&0&0&0&0\\\end{pmatrix}}} |

El rang de la matriu del sistema és 3 i el de la matriu ampliada també és 3. Per tant, el sistema és compatible. Però com que aquest rang, 3, és més petit que el nombre d'incògnites, que és 4, el sistema és indeterminat.
La relació ara òbvia:
| {\displaystyle 2a_{1}+a_{2}-a_{4}=b} |

com que el problema consistia, precisament en trobar els coeficients dels vectors {\displaystyle a_{i}} en una combinació lineal que dona el vector {\displaystyle b}, ens proporciona una solució particular del sistema:
| {\displaystyle {\begin{cases}{\begin{aligned}x&=2\\y&=1\\z&=0\\t&=-1\\\end{aligned}}\end{cases}}} |

i, a partir de la relació, també òbvia,
| {\displaystyle a_{3}=2a_{1}-a_{2}} |

podem escriure, per a {\displaystyle \lambda } arbitrari,
| {\displaystyle 2a_{1}+a_{2}+\lambda \left(2a_{1}-a_{2}-a_{3}\right)-a_{4}=b} |

és a dir,
| {\displaystyle (2+2\lambda )a_{1}+(1-\lambda )a_{2}-\lambda a_{3}-a_{4}=b} |

que, per les mateixes raons, dona la solució general del sistema:
| {\displaystyle {\begin{cases}{\begin{aligned}x&=2+2\lambda \\y&=1-\lambda \\z&=-\lambda \\t&=-1\\\end{aligned}}\end{cases}}} |

que se sol escriure
| {\displaystyle {\begin{pmatrix}x\\y\\z\\t\\\end{pmatrix}}={\begin{pmatrix}2\\1\\0\\-1\\\end{pmatrix}}+\lambda {\begin{pmatrix}2\\-1\\-1\\0\\\end{pmatrix}}} |

Observem com els valors {\displaystyle 2}, {\displaystyle 1} i {\displaystyle -1} de la solució particular ja apareixen com a components del vector {\displaystyle b} a la matriu reduïda, i com els valors {\displaystyle 2} i {\displaystyle -1} del vector afegit per a la solució general ja apareixen com a components del vector {\displaystyle a_{3}} també a la matriu reduïda.
Si un altre sistema de quatre equacions en les cinc incògnites {\displaystyle x,y,z,t,u} té, després de la reducció, com a matriu ampliada, la següent,
| {\displaystyle {\begin{pmatrix}1&3&0&0&2&7\\0&0&1&0&-5&8\\0&0&0&1&4&-6\\0&0&0&0&0&0\\\end{pmatrix}}} |

les relacions
| {\displaystyle b=7a_{1}+8a_{3}-6a_{4}\,,\quad a_{2}=3a_{1}\,,\quad a_{5}=2a_{1}-5a_{3}+4a_{4}} |

donen, amb {\displaystyle \lambda } i {\displaystyle \mu } arbitraris,
| {\displaystyle b=7a_{1}+8a_{3}-6a_{4}+\lambda \left(3a_{1}-a_{2}\right)+\mu \left(2a_{1}-5a_{3}+4a_{4}-a_{5}\right)} |

és a dir,
| {\displaystyle (7+3\lambda +2\mu )a_{1}-\lambda a_{2}+(8-5\mu )a_{3}+(-6+4\mu )a_{4}-\mu a_{5}} |

i la solució general és
| {\displaystyle {\begin{cases}{\begin{aligned}x&=7+3\lambda +2\mu \\y&=-\lambda \\z&=8-5\mu \\t&=-6+4\mu \\u&=-\mu \\\end{aligned}}\end{cases}}\,,\qquad {\mbox{o}}\qquad {\begin{pmatrix}x\\y\\z\\t\\u\\\end{pmatrix}}={\begin{pmatrix}7\\0\\8\\-6\\0\\\end{pmatrix}}+\lambda {\begin{pmatrix}3\\-1\\0\\0\\0\\\end{pmatrix}}+\mu {\begin{pmatrix}2\\0\\-5\\4\\-1\\\end{pmatrix}}} |

### Resolució per la regla de Cramer
La regla de Cramer és un mètode de resolució per als sistemes d'equacions lineals que es basa en la utilització de determinants. Per exemple, la solució d'aquest sistema:
{\displaystyle {\begin{alignedat}{7}x&&\;+\;&&3y&&\;-\;&&2z&&\;=\;&&5&\\3x&&\;+\;&&5y&&\;+\;&&6z&&\;=\;&&7&\\2x&&\;+\;&&4y&&\;+\;&&3z&&\;=\;&&8&\end{alignedat}}}
vindrà donada per:
{\displaystyle x={\frac {\,\left|{\begin{matrix}{\color {red}5}&3&-2\\{\color {red}7}&5&6\\{\color {red}8}&4&3\end{matrix}}\right|\,}{\,\left|{\begin{matrix}1&3&-2\\3&5&6\\2&4&3\end{matrix}}\right|\,}},\;\;\;\;y={\frac {\,\left|{\begin{matrix}1&{\color {red}5}&-2\\3&{\color {red}7}&6\\2&{\color {red}8}&3\end{matrix}}\right|\,}{\,\left|{\begin{matrix}1&3&-2\\3&5&6\\2&4&3\end{matrix}}\right|\,}},\;\;\;\;z={\frac {\,\left|{\begin{matrix}1&3&{\color {red}5}\\3&5&{\color {red}7}\\2&4&{\color {red}8}\end{matrix}}\right|\,}{\,\left|{\begin{matrix}1&3&-2\\3&5&6\\2&4&3\end{matrix}}\right|\,}}.}
Per a cada incògnita, el denominador és el determinant de la matriu de coeficients, mentre que el numerador és el determinant d'una matriu a la que una columna ha estat substituïda pel vector de termes constants (en vermell a les expressions anteriors). Tot i que la regla de Cramer és una aportació teòrica important i és útil per a sistemes petits, és poc pràctica per a matrius grans, ja que el càlcul de grans determinants és una mica incòmode.

### Algorismes alternatius
S'han desenvolupat algorismes alternatius molt més eficients que el mètode de reducció de Gauss per a una gran quantitat de casos específics. La majoria d'aquests algorismes millorats tenen una complexitat computacional de O(n²). Alguns dels mètodes més utilitzats són els següents:
- Per als problemes de la forma {\displaystyle Ax=b}, on {\displaystyle A} és una matriu Toeplitz simètrica, és possible utilitzar la recursió de Levinson o algun dels mètodes derivats d'aquest. Un mètode derivat de la recursió de Levinson és la recursió de Schur, que es fa servir àmpliament en el camp del processament digital de senyals.

- Per als problemes de la forma {\displaystyle Ax=b}, on {\displaystyle A} és una matriu singular o gairebé singular, la matriu {\displaystyle A} es descompon en el producte de tres matrius én un procés que s'anomena descomposició en valors singulars.

## Sistemes homogenis
Si els termes independents del sistema són tots zero,
| {\displaystyle {\begin{cases}{\begin{aligned}\alpha _{1}^{1}x^{1}+\alpha _{2}^{1}x^{2}+\cdots +\alpha _{m}^{1}x^{m}&=0\\\alpha _{1}^{2}x^{1}+\alpha _{2}^{2}x^{2}+\cdots +\alpha _{m}^{2}x^{m}&=0\\\ldots \ldots \ldots \ldots \ldots \ldots \ldots \ldots &\ldots \\\ldots \ldots \ldots \ldots \ldots \ldots \ldots \ldots &\ldots \\\ldots \ldots \ldots \ldots \ldots \ldots \ldots \ldots &\ldots \\\alpha _{1}^{n}x^{1}+\alpha _{2}^{n}x^{2}+\cdots +\alpha _{m}^{n}x^{m}&=0\\\end{aligned}}\end{cases}}} |

el sistema es diu homogeni. Naturalment, en aquest cas, el rang de la matriu del sistema i el rang de la matriu ampliada coïncideixen i, així, un sistema homogeni és sempre compatible i té, com a mínim, la solució trivial
| {\displaystyle x^{1}=x^{2}=\cdots =x^{m}=0} |

Solucionar un sistema homogeni, en el context de les aplicacions lineals, consisteix a trobar els vectors {\displaystyle x} pels quals {\displaystyle \varphi {x}=0}, és a dir, trobar el nucli de l'aplicació lineal {\displaystyle \varphi }. Si el rang de la matriu del sistema és {\displaystyle m}, el nombre d'incògnites, aleshores els vectors que la componen són linealment independents i són una base de la imatge de {\displaystyle \varphi }. Aleshores, l'aplicació {\displaystyle \varphi } és injectiva, {\displaystyle \ker \varphi =\left\{0\right\}} o {\displaystyle \operatorname {Nuc} \varphi =\left\{0\right\}} i la solució és única: el sistema és determinat i l'única solució és la solució trivial. Si el rang és més petit, el sistema és indeterminat, perquè el nucli de {\displaystyle \varphi } no és trivial.
La relació entre els rangs de la matriu i de la matriu ampliada i la compatibilitat i indeterminació del sistema, així com el nombre de graus de llibertat de les solucions que hem anat trobant, se sistematitzen en l'enunciat del teorema de Rouché-Frobenius.